# 斯科特高地
72°42′S 66°5′W / 72.700°S 66.083°W
斯科特高地是南極洲的高地，位於帕爾默地西南部，處於塞沃德山脈以南，海拔高度約1,500米，美國地質調查局根據美國海軍的空中照片繪入地圖。